# Спартак (жіночий футбольний клуб, Суми)
ЖФК «Спартак» Суми — український футбольний клуб з міста Суми, в північній частині країни, у 2000 році виступав у Вищій лізі України, у 2003–2005 році виступав у Вищій лізі.

## Історія
Футбольний клуб «Спартак» заснований 2003 року в Сумах. У 2003 році жіноча футбольна команда дебютувала у Вищій лізі України, посіла четверте місце у підсумковій таблиці. У 2004 році команда досягла найбільшого успіху, здобувши бронзові нагороди чемпіонату України. У сезоні 2005 року посіла 4-те місце. Однак після завершення сезону клуб розформували через фінансові труднощі.

## Клубні кольори, форма, герб, гімн
| Білий | Червоний |

Клубні кольори — білий та червоний. Футболісти зазвичай грають свої домашні матчі в білих футболках, червоних шортах і білих шкарпетках.

## Досягнення
- Вища ліга України
  -  Бронзовий призер (1): 2004

- Кубок України
  - 1/4 фіналу (1): 2004

## Стадіон
Домашні матчі клуб проводив на стадіоні Ювілейний в Сумах, який вміщує 25 830 глядачів.